# 欢迎来纽约
《欢迎来纽约》（英語："Welcome to New York"）是美国创作歌手泰勒絲演唱的一首歌曲。歌曲收录在泰勒絲的第五张录音室专辑《1989》中，2014年10月20日作为专辑的第二支宣传单曲正式发行。这首歌曲获得了评论界褒贬不一的评价，部分评论家认为歌词俗套乏味，而其他人则认为歌曲朗朗上口，是一首“全新的平等颂歌”。泰勒絲将发售这首歌曲所获得的全部收入捐献给了纽约市教育局以发展纽约市的公立学校教育。

## 詞曲
2014年10月20日，歌曲正式发行，在iTunes Store提供数字下载。这首歌曲是专辑《1989》的第一首歌曲。在正式发行之前，泰勒絲在YouTube上曝光了30秒的试听片段。
《欢迎来纽约》是一首流行和合成器流行歌曲， 由泰勒絲和莱恩·泰德共同创作，泰勒絲、泰德和诺尔·赞卡内拉（Noel Zancanella）共同制作。歌曲时长3分32秒。整首歌曲为G大调，泰勒絲在這首歌的音域在D4和D5之间。
《赫芬顿邮报》将这首歌称作泰勒絲“写给纽约的一封情书”。在谈到这首歌曲的创作过程时，泰勒絲表示自己为纽约这座“激动人心的城市”着迷已久，她坦承：“我从纽约市找到的灵感有点难以用语言描述，也很难和我生命中经历过的其他灵感相比较。”她还表示纽约这座城市是一个“有无限潜力和可能的地方”，这首歌曲当中就反映了这些潜力和可能。这首歌曲是专辑的第一首歌曲，泰勒絲称把这首歌曲放在第一是因为“在我过去几年的生活中，纽约一直是一个重要的地点和地标性的城市”。她还坦言：“我一直梦想能生活在纽约，为搬到纽约生活而痴迷，现在我做到了。”

## 评价
乐评界对《欢迎到纽约》这首歌曲总体上褒贬不一。一些人认为其特点鲜明，亦有人认为歌词乏善可陈。其中，紐約每日新聞乐评人吉姆·法伯（Jim Farber）给出了两星（满分五星）的评价。他认为这首歌曲不如历史上几首经典的纽约颂歌，例如弗兰克·辛纳屈的《New York, New York》、比利·乔尔的《New York State of Mind》以及艾莉西亚·凯斯和Jay Z的《Empire State of Mind》。他批评这首歌曲“太幼稚”，称“与我们这座城市的经典颂歌相比，泰勒絲的這首歌缺乏深度和实质性的内容”。评论网站“高谭人”（Gothamist）评论人珍·卡尔森（Jen Carlson）更是直接称这首歌曲为“史上最差的纽约颂歌”。女性评论网站Jezebel评论家朱莉安娜·埃斯克韦多·谢泼德（Julianne Escobedo Shepherd）则批评歌曲不能给人留下深刻印象，让人怀疑“（泰勒絲）是不是在故意写一些废话”。《娱乐周刊》撰稿人埃丝特·扎克曼（Esther Zuckerman）则指出，歌曲虽表达了对这座城市的赞美和崇敬，但内容肤浅，“流于表面”。
与此同时，亦有众多评论家对歌曲给出正面评价。美国在线杂志《石板》（Slate）撰稿人弗罗斯特·威克曼（Forrest Wickman）认为这首曲风格与凱蒂·佩芮相似，是一首“咆哮的合成器流行颂歌”。他还指出，歌词当中的一句“你可以追求任何想要的人/无论男孩还是女孩”（"And you can want who you want / Boys and boys and girls and girls"）也表达了泰勒絲对LGBT社群平等权利的支持。《时代》杂志作家丹尼尔·德阿德里奥（Daniel D'Addario）也认为这是一首全新的“平等颂歌”。他称泰勒絲在这首歌中并没有“声嘶力竭地呼吁婚姻平权或阻止霸凌”，而是“以适应时代的口吻简单直白地表达想法”。《今日美国》撰稿人内特·斯科特（Nate Scott）赞扬了这首歌曲，称其将成为“下一首纽约颂歌”。他认为，泰勒絲在这首歌曲中大胆讲出“我是个刚搬到纽约的年轻人！”这种方式虽然难免俗套，但她并不在意，这正是她自己的真实生活和搬到大城市之后遇到的变化。《公告牌》杂志编辑杰森·利普舒茨（Jason Lipshutz）给这首歌曲打出三星的成绩（满分五星），称其中的合成器伴奏“带有节日气氛”，“给人以温暖的微笑”。他把这首歌曲和泰勒絲之前两张专辑的第一首歌（《愛的告白》中的《我的最愛》，以及《紅色》中的《恩寵狀態》）相比较，认为《欢迎来纽约》更加阳光，也更加没有争议，单纯的纽约问候就像邻家女孩一般。同时他也表示，泰勒絲在歌曲中写到的经历和初到纽约打拼的广大年轻人并不完全相同，她在“感慨城市闪闪发光的同时并没有提到地铁中的老鼠或是狭小的卧室”。利普舒茨总结称，《欢迎来纽约》旋律一流，副歌流畅，但歌词还需要一些灵巧的变化和更加深入的观察。

## 榜单表现
这首歌曲发行后在美国单曲排行榜上表现一般，在公告牌百强单曲榜最高排名第48位。2015年1月22日，《欢迎来纽约》被美国唱片业协会认证为金唱片。这首歌曲在新西兰单曲排行榜最高排名第6位。此外，在匈牙利、加拿大等国单曲排行榜最高排名也进入前20位。

## 制作名單
创作和制作团队信息参考自《1989》专辑内页。

| - 泰勒絲 – 主唱、和聲、詞曲作家、制作人 - 莱恩·泰德 – 制作人、录製、詞曲作家、背景和声、钢琴、Juno合成器 - 诺尔·赞卡内拉 – 制作人、鼓机编程、合成器 - 史密斯·卡尔森（Smith Carlson） – 录音 - 埃里克·艾兰兹（Eric Eylands） – 录音助理 | - 马修·特里巴（Matthew Tryba） – 录音助理 - 塞尔班·盖纳（Serban Ghenea） – 混音 - 约翰·海恩斯（John Hanes） – 混音工程 - 汤姆·科恩（Tom Coyne） – 母带处理 |  |

## 排行榜
| 排行榜（2014年）                 | 最高 排位 |
| -------------------------------- | --------- |
| 澳大利亚（澳大利亚唱片业协会榜） | 23        |
| 加拿大（加拿大百强单曲榜）       | 19        |
| 丹麦（Tracklisten）              | 27        |
| 法国（法國唱片出版業公會）       | 85        |
| 匈牙利（四十强单曲榜）           | 16        |
| 新西兰（新西兰唱片业协会）       | 6         |
| 西班牙（西班牙音乐制造商协会）   | 21        |
| 英国（官方榜單公司單曲榜）       | 39        |
| 美国（《公告牌》百强单曲榜）     | 48        |
| 美国（《公告牌》数字下载榜）     | 5         |
| 美国（《公告牌》+Twitter实时榜） | 1         |

## 销量认证
| 地區                   | 认证 | 认证单位/销量 |
| ---------------------- | ---- | ------------- |
| 美国（美國唱片業協會） | 金   | 500,000‡      |
| ^僅含認證的出貨量      |      |               |

## 发行历史
| 国家 | 发行日期       | 发行形式 | 唱片公司   |
| ---- | -------------- | -------- | ---------- |
| 美国 | 2014年10月20日 | 数字下载 | 大机器唱片 |